# Marita Ulvskog
Marita Ulvskog, née le 4 septembre 1951 à Luleå, est une députée européenne suédoise. Membre du parti social-démocrate suédois des travailleurs, elle est vice-présidente du groupe de l'alliance progressiste des socialistes et démocrates au Parlement européen.